# Ausejo
Ausejo és un municipi de la Rioja, a la regió de la Rioja Mitjana.

## Història
S'han localitzat, en el vessant oest del turó que s'assenta la vila i en el terme de Candanjín, peces i fragments de factura romana i prerromana que apunten a l'antic poblament d'aquest altell que hagué d'oferir avantatges defensius evidents. En l'any 838, el cabdill cordovès Abd al Rahman II, qui hauria mantingut una calma relativa des del seu accés al poder en 822, va enviar tres exèrcits per a fustigar als cristians del nord. Un d'ells, entrà en territori riojà per Alfaro i, després de remuntar el curs de l'Ebre, va incendiar i va saquejar Ausejo.
En 1135 s'esmentava la localitat – amb el topònim de "Ousegio"- en la carta d'arres lliurada pel comte Gonzalo Rodrígez de Lara a la seva esposa Estefania Ermengol. Una nova variant del nom local, "Agoseio", s'incloïa en l'escriptura de 1156 per la qual el Bisbe Rodrigo Cascante cedia al seu cabildo de Calahorra els terços i cambres decimals que li corresponien d'Alcanadre, Ausejo i altres poblacions. Farts de conteses territorials, els monarques Sanç VI de Navarra i Alfons VIII de Castella van acordar a l'agost de 1176 solucionar els plets de propietat proposant-los a l'arbitratge del rei Enric II d'Anglaterra. El 9 de març de 1177, explicaven a Londres, davant la Curia Església, les seves raons els delegats navarresos i castellans; reclamaven aquests últims la devolució de Logronyo, Navarrete, Entrena, Ausejo, Autol, Resa i alguns altres nuclis arrabassats per Sanç VI aprofitant la minoria d'edat d'Alfonso Va determinar Enric II la restitució de les places conquistades en temps d'Alfonso VIII: Logronyo, Navarrete, Entrena, Ausejo i Autol. En senyal de conformitat, els reis castellans i navarresos van signar immediatament a Fitero una treva per deu anys, comprometent-se a més el prompte lliurament de les poblacions.
No obstant això, com Sanç va intentar retardar les seves obligacions, va iniciar el rei castellà una campanya que li va permetre apoderar-se d'un bon nombre de viles i castells. En conseqüència, Sanç el Savi va acceptar confiar la custòdia de Logronyo, Navarrete, Ausejo, Autol i Resa al cavaller que triés entre la terna que hauria de proposar-li Alfons VIII de Castella. Els nous conflictes que provocaria l'arribada al tron navarrès Sanç VII de Navarra van motivar el qual a l'octubre de 1207 se signessin noves treves a Guadalajara, cedint cada monarca tres castells en garantia dels seus respectius regnes: Irurita, Inzura i San Adrián per part de Navarra i Clavijo, Jubera i Ausejo per la castellana. Concloïa així un agitat període de la vida local.
El 29 d'octubre de 1385 Juan Ramírez de Arellano, Senyor dels Cameros, dictava a Sòria el seu testament, llegant al seu net Ausejo al costat d'Alcanadre, Murillo de Río Leza i alguns pobles de Navarra, pertanyent a partir de llavors la població al Senyoriu dels comtes de Murillo. En la primera meitat del segle xix, s'acabava de desmantellar el seu castell –motiu de tanta disputa, i ja en runes en aquells dies- per a emprar els seus carreus en la reparació de l'església parroquial de la vila, afectada pel terratrèmol que va sacsejar bona part de La Rioja –i especialment Arnedillo- el 18 de març de 1817.
Ausejo va formar part de la província de Sòria fins a la creació de la província de Logronyo pel reial decret de 30 de novembre de 1833. Cal destacar, entre els seus fills il·lustre, a Pedro de Merino, soldat de Cavalleria lleugera que va capturar al mariscal Montmonrency en la batalla de Pavia, en 1525; Juan González del Sègol, nascut en 1583, secretari de Felip IV; Francisco del Merino, nascut en 1602 i notari del Tribunal del Sant Ofici; Juan González de Tejada, inquisidor de València en el segle XVII; Juan José Tejada, nascut en 1768, Bisbe de Solsona i ministre general de l'Ordre de la Mercè; i Antonio Paz Merino, conseller de la Castella durant el regnat de Carles IV.